# Kobylenie
Kobylenie, także kobylica, kobylina) – rodzaj prowizorycznych zapór stosowanych w XVI i XVII wieku dla powstrzymania szarżującej jazdy.
Były to pnie ściętych drzew (kłody) z częściami gałęzi, umieszczane na drogach lub w przejściach (także w bramach). Kobyliny sporządzano z naturalnych pni lub wykonywano je sztucznie. Niekiedy stosowano je i w polu, np. użyła ich szwedzka kawaleria atakowana przez polskich kopijników hetmana Zamojskiego. Kobylina mogła być prosta (jedna ostrew, przymocowana trwale); podwójna, z dwóch ostrwi umieszczonych nad sobą; rogata, czyli umocowana w taki sposób, by można ją było obrócić, otwierając lub zamykając przejście.
Według zachowanego świadectwa Stryjkowskiego, za najodpowiedniejsze do tego celu uważano sękate jodły i świerki, często wykorzystywano również dęby i sosny o częściowo przyciętych gałęziach.